# Fosa Wolicka

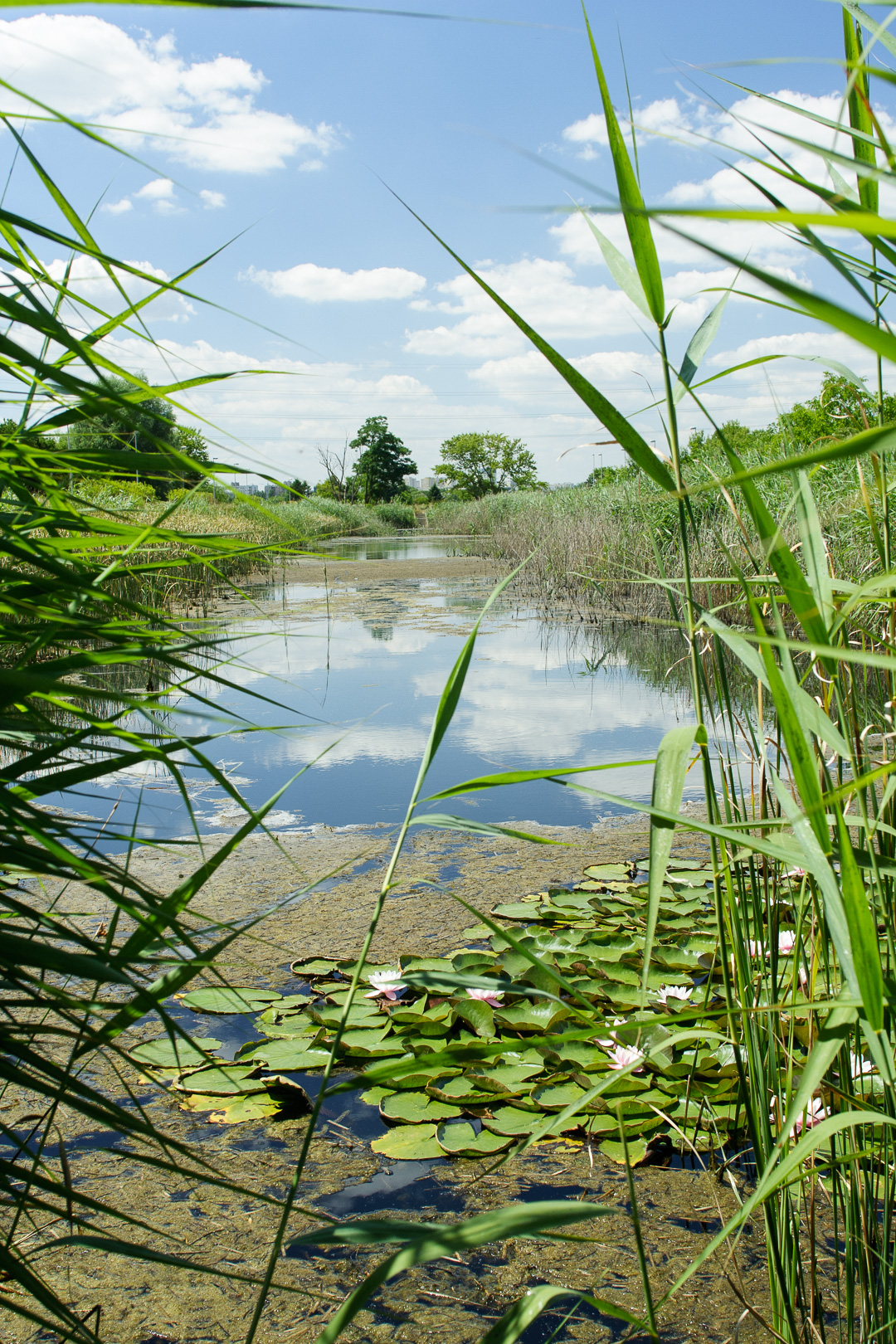
Fosa Wolicka

Fosa Wolicka – zbiornik wodny położony wzdłuż ulicy Wolickiej pomiędzy Jeziorkiem Czerniakowskim a Łachą Siekierkowską, w lewobrzeżnej warszawskiej dzielnicy Mokotów.
Razem z Wałem Międzyfortowym między Jeziorkiem Czerniakowskim a fortem Bateria X (fortem Augustówka) oraz fragmentem ulicy Wolickiej będącej drogą międzyforteczną na części przebiegu ukrytą za wałem, fosa była elementem systemu carskiej Twierdzy Warszawa z okresu zaboru rosyjskiego, częśc..

## Położenie, wymiary
Fosa położona jest wzdłuż ulicy Wolickiej pomiędzy Jeziorkiem Czerniakowskim a Łachą Siekierkowską (ulicą Antoniewską), w lewobrzeżnej warszawskiej dzielnicy Mokotów, na terenie obszaru MSI Augustówka.
Jeziorko Czerniakowskie, Fosa Wolicka i Łacha Siekierkowska były częściami dawnego systemu wodnego.
Długość fosy wynosi 600 metrów, szerokość około 20 m (szerokość dna 5–8 m), głębokość 3–4 m.
Według niektórych źródeł jest to starorzecze przekształcone w fosę obronną.
Do niedawna wyschnięta i zarośnięta trawą, obecnie odtworzona w ramach budowy Trasy Siekierkowskiej. Podobnie jak Fosa Fortu Augustówka została zrekultywowana i sztucznie uszczelniona. Dna obydwu fos położone są powyżej poziomu wód gruntowych z którymi nie mają kontaktu.
Fosa Wolicka (wraz z Wałem Międzyfortowym między Jeziorkiem Czerniakowskim a fortem Bateria X (fortem Augustówka) i ulicą Wolicką) miała zostać przecięta przez ulicę Czerniakowską–bis, na razie jednak realizację tego odcinka przesunięto na dalszy plan.

## Wykorzystanie
Fosa jest wykorzystywana jako zbiornik retencyjny. Odprowadzane są do niej wody deszczowe z odwodnienia Trasy Siekierkowskiej. W podobny sposób są wykorzystywane pobliskie Łacha Siekierkowska oraz Fosa Augustówka. Wszystkie te zbiorniki tworzą układ hydrograficzny.

## Przyroda
W fosie rośnie trzcina, na brzegu topole i wierzby.
Jeziorko Czerniakowskie oraz Fosa Wolicka są korytarzami ekologicznymi ważnymi dla funkcjonowania obszarów Natura 2000.

## Ochrona zabytków
Fosa (kanał forteczny) wraz z Wałem Międzyfortowym między Jeziorkiem Czerniakowskim a fortem Bateria X (fortem Augustówka) oraz fragmentami ulicy Wolickiej będącej drogą międzyfortową, na części przebiegu ukrytą za wałem, była częścią systemu carskiej Twierdzy Warszawa z okresu zaboru rosyjskiego, częśc..
Obiekty te (oraz fort Augustówka) są położone na jednym z podstawowych obszarów projektowanego Parku kulturowego Zespołu Fortyfikacji XIX-wiecznej Twierdzy Warszawa. Wał międzyfortowy jest oznaczony na tym obszarze jako element W-11, fort Augustówka Z-10, tworzą one razem Zespół XII.
Na terenie projektowanego parku obowiązują strefy ochrony ustalone w „Studium uwarunkowań i kierunków zagospodarowania przestrzennego m. st. Warszawy” w 2006 roku, częśc..
Ulica Wolicka jest istotna ze względu na częściowo zachowaną oryginalną nawierzchnią brukową.
Wał międzyfortowy pomiędzy Jez. Czerniakowskim a fortem X „Augustówka” figuruje w wykazie zabytków ujętych w gminnej ewidencji zabytków m.st. Warszawy (ID 00024798). Powstał w 1891 roku.

## Galeria

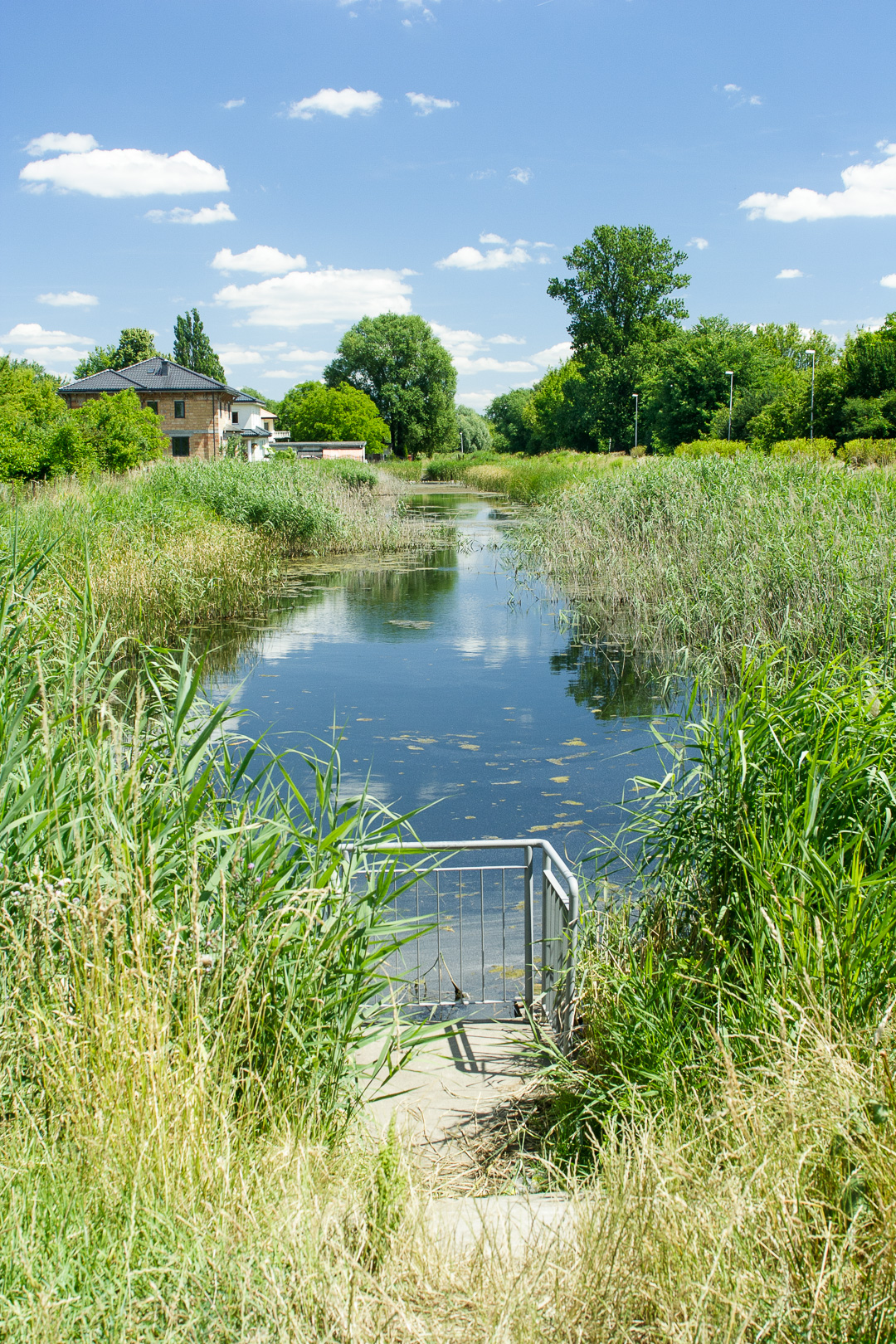
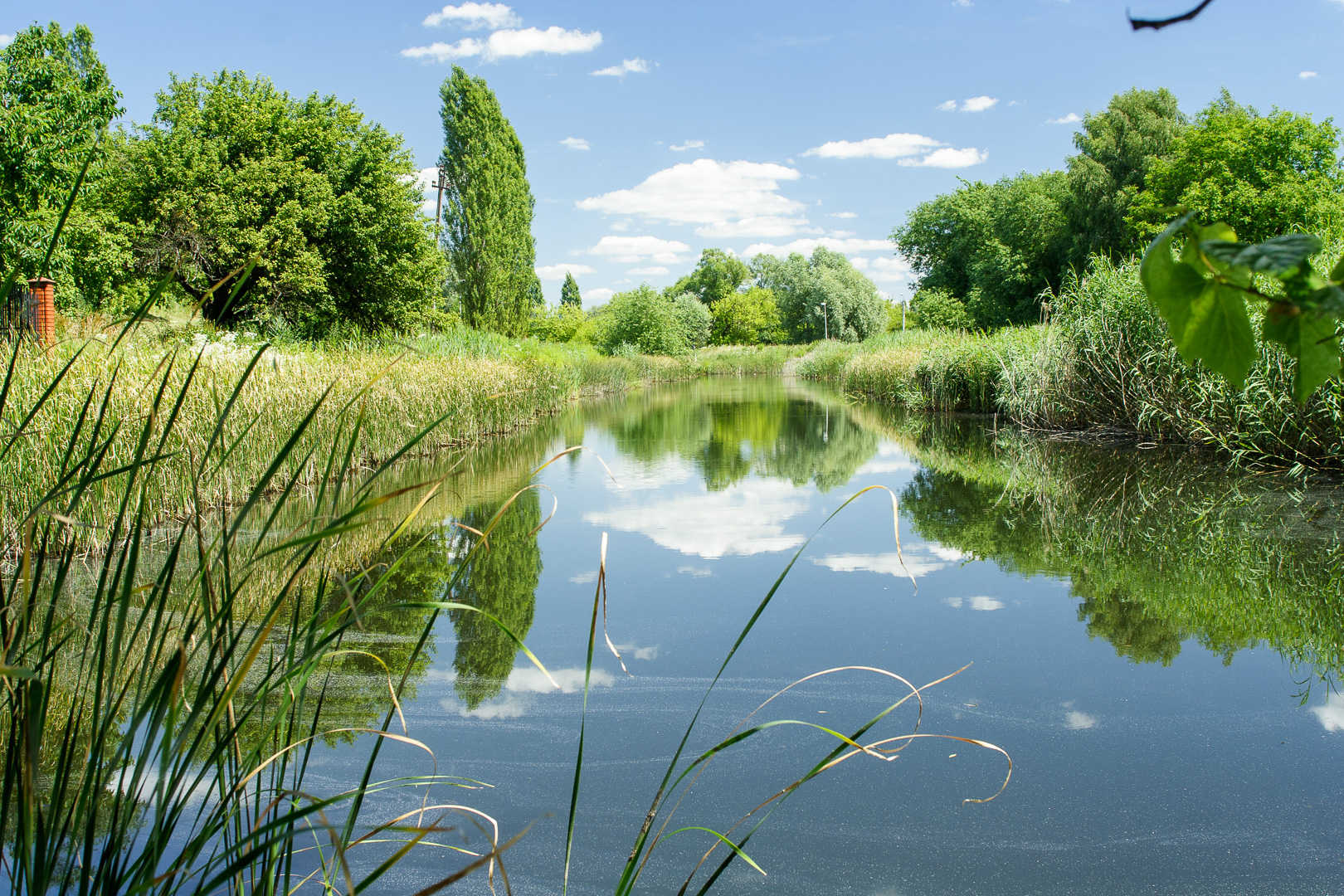
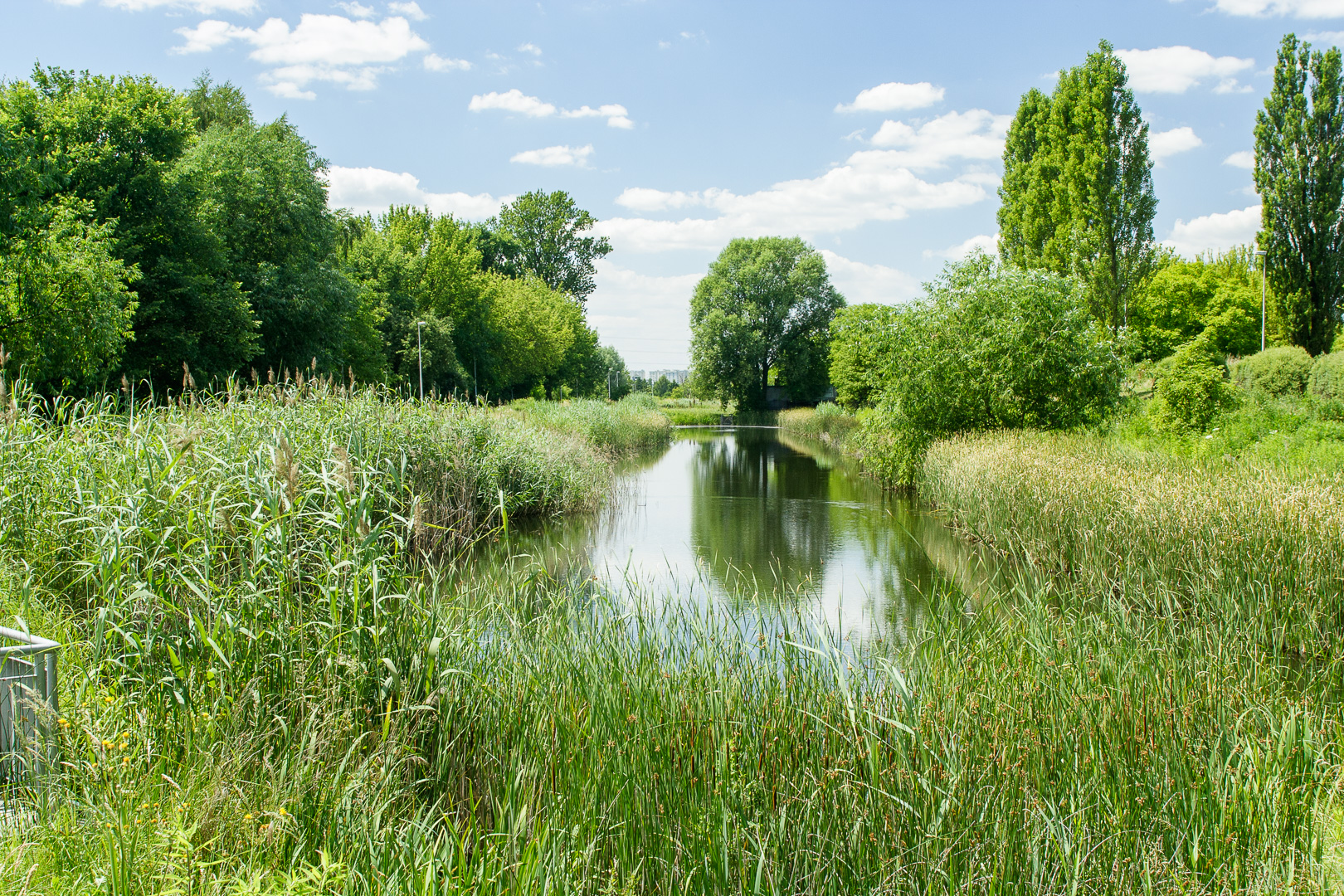